# Utica (Minnesota)
Utica ist eine City im Winona County Minnesotas. Das U.S. Census Bureau hat bei der Volkszählung 2020 eine Einwohnerzahl von 266 ermittelt.

## Geographie
Nach den Angaben des United States Census Bureaus hat die Ortschaft eine Fläche von 2,4 km², die komplett aus Land bestehen.

## Demographie
Zum Zeitpunkt des United States Census 2000 bewohnten 230 Personen die Stadt. Die Bevölkerungsdichte betrug 250,1 Personen pro km². Es gab 85 Wohneinheiten, durchschnittlich 35,7 pro km². Die Bevölkerung Uticas bestand zu 96,96 % aus Weißen, 0,87 % Asian, 1,30 % gaben an, anderen Rassen anzugehören und 0,87 % nannten zwei oder mehr Rassen. 7,83 % der Bevölkerung erklärten, Hispanos oder Latinos jeglicher Rasse zu sein.
Die Bewohner Uticas verteilten sich auf 82 Haushalte, von denen in 41,5 % Kinder unter 18 Jahren lebten. 63,4 % der Haushalte stellen Verheiratete, 11,0 % hatten einen weiblichen Haushaltsvorstand ohne Ehemann und 23,2 % bildeten keine Familien. 19,5 % der Haushalte bestanden aus Einzelpersonen und in 4,9 % aller Haushalte lebte jemand im Alter von 65 Jahren oder mehr alleine. Die durchschnittliche Haushaltsgröße betrug 2,76 und die durchschnittliche Familiengröße 3,17 Personen.
Die Stadtbevölkerung verteilte sich auf 29,6 % Minderjährige, 10,0 % 18–24-Jährige, 31,3 % 25–44-Jährige, 18,3 % 45–64-Jährige und 10,9 % im Alter von 65 Jahren oder mehr. Das Durchschnittsalter betrug 32 Jahre. Auf jeweils 100 Frauen entfielen 101,8 Männer. Bei den über 18-Jährigen entfielen auf 100 Frauen 102,5 Männer.
Das mittlere Haushaltseinkommen in Utica betrug 43.250 US-Dollar und das mittlere Familieneinkommen erreichte die Höhe von 44.286 US-Dollar. Das Durchschnittseinkommen der Männer betrug 30.500 US-Dollar, gegenüber 20.625 US-Dollar bei den Frauen. Das Pro-Kopf-Einkommen in Utica war 19.185 US-Dollar. 3,8 % der Bevölkerung und 3,3 % der Familien hatten ein Einkommen unterhalb der Armutsgrenze, davon waren keine Minderjährigen, aber 10,3 % der Altersgruppe 65 Jahre und mehr betroffen.